# Hymn Laosu
Pheng Xat Lao (ເພງຊາດລາວ) został skomponowany przez Thongdy Sounthonevichit (1905–1986) w roku 1941, słowa zaś napisał Sisana Sisane. Hymnem Państwowym Królestwa Laosu jest od roku 1947. Oryginalne słowa zostały zmienione przez komunistów po powstaniu Laotańskiej Republiki Ludowo-Demokratycznej w 1975 roku.

## Oficjalne słowa laotańskie
ຊາດລາວຕັ້ງແຕ່ໃດມາ ລາວທຸກຖ້ວນຫນ້າເຊີດຊູສຸດໃຈ
ຮ່ວມແຮງຮ່ວມຈິດຮ່ວມໃຈ ສາມັກຄີກັນເປັນກຳລັງດຽວ
ເດັດດ່ຽວພ້ອມກັນກ້າວຫນ້າ ບູຊາຊູກຽດຂອງລາວ
ສົ່ງເສີມໃຊ້ສິດເປັນເຈົ້າ ລາວທຸກຊົນເຜົ່າສະເໝີພາບກັນ
ບໍ່ໃຫ້ຝູງຈັກກະພັດ ແລະພວກຂາຍຊາດ
ເຂົ້າມາລົບກວນ ລາວທັງມວນຊູເອກະລາດ
ອິດສະລະພາບ ຂອງຊາດລາວໄວ້
ຕັດສິນໃຈສູ້ຊິງເອົາໄຊ ພາຊາດກ້າວໄປສູ່ຄວາມວັດທະນາ

## Transliteracja słów laotańskich
sātlāw tấṅtǣ̀ daimā lāw tʰuktʰwánhnā́ sœ̄tsū sutčai
hwàmhǣṅ hwàmčit hwàmčai sāmâkkʰīkân pen kāṁlâṅ dẏaw
detdẏàw pʰɔ̄́mkân kā́whnā́ būsā sūkẏat kʰɔ̄ṅ lāw
sồṅsœ̄m sáaisit pen čā́u lāwtʰuk sônpʰā̀u sa[h]mœ̄ pʰāpkân
bòṁ hái fūṅ čâkkapʰât læ pʰwak kʰāysāt
kʰā́umālôp kwan lāw tʰâṅmwan sū ēkalāt
itsalapʰāp kʰɔ̄ṅ sātlāw vái
tâtsin čai sū́ siṅ āu saipʰāsāt kā́wpai sū̀ kʰwām vâttʰanā\